# Spinus atriceps
Spinus atriceps là một loài chim trong họ Fringillidae.